# همخوان

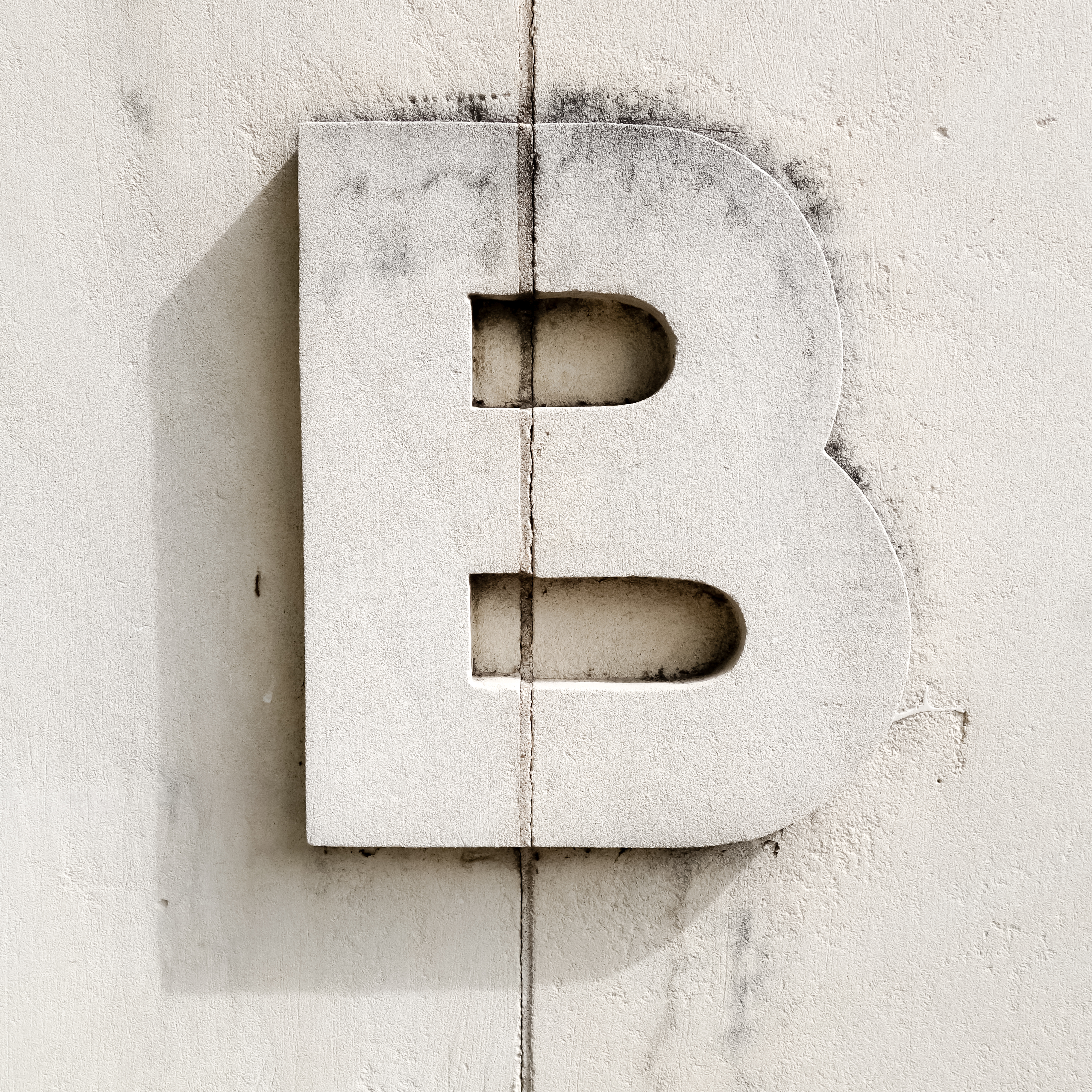
B کوچک

هَمخوان یا صامِت یا حرفِ بی‌صدا (به انگلیسی: consonant)، آن دسته از آواهای زبان هستند که هنگام تلفظشان بست یا تنگی در دستگاه گفتار وجود داشته باشد. همخوان‌ها نمی‌توانند به‌تنهایی تلفظ شوند چون در هنگام تولید (در گذر از اندام‌های گویایی) به مانع برخورد می‌کنند و در نتیجه آوای تازه‌ای به آن افزوده می‌شود.
به عبارت دیگر، در دانش آواشناسی، همخوان یک صدای گفتاری است که با بسته‌شدن کامل یا جزئی از مجرای صوتی فوقانی ایجاد می‌گردد. مجرای صوتی فوقانی به قسمتی از مجرای صوتی گفته می‌شود که بالاتر از حنجره قرار دارد.
همخوان‌ها با توجه به شش شاخصهٔ سازوکارهای جریان هوا، واک، وضعیت نرمکام، مرکزی بودن/کناری بودن، جایگاه تولید و شیوه تولید توصیف می‌شوند.
از آن‌جایی که شمار صداهای همخوان در زبان‌های دنیا بسیار بیشتر از تعداد حروف همخوان در هر الفبایی است، زبان‌شناسان سامانه‌هایی ایجاد کرده‌اند مانند الفبای آواشناسی بین‌المللی (IPA) تا برای هر همخوانِ مشخص یک نماد تعیین کنند. درواقع، الفبای لاتین، که برای نوشتن انگلیسی و الفبای بسیاری از زبان‌های دیگر استفاده می‌شود، حروف همخوان کمتری نسبت به صداهای همخوان موجود دارد؛ بنابراین، تعدادی دونگاره مثل "ch", "th", "sh" و "zh" برای توسعهٔ الفبای آن استفاده می‌شوند و بعضی دونگاره‌ها بیش از یک همخوان را نمایش می‌دهند؛ مانند تفاوت تلفظ حروف "th" در دو واژهٔ "thing" و "this".

## همخوان‌های زبان فارسی
زبان فارسی ۲۳ همخوان دارد که عبارتند از:
ء (ع)، ب، پ، ت (ط)، ج، چ، ح (ه)، خ، د، ر، ز (ذ، ض، ظ)، ژ، س (ث، ص)، ش، ف، ق (غ)، ک، گ، ل، م، ن، و، ی.
حرف‌های قراردادی که برای همخوان‌های زبان فارسی نهاده شده‌است:
- ب (انفجاری، انسدادی)
- پ (انفجاری، انسدادی)
- ت، ط (انفجاری)
- ث، س، ص (سایشی)
- ج (انفجاری-سایشی)
- چ (انفجاری-سایشی)
- ح، ه‍ (سایشی)
- خ (سایشی)
- د (انفجاری)
- ذ، ز، ض، ظ (سایشی)
- ر (غلتان)
- ژ (سایشی)
- ش (سایشی)
- ع، ء (انفجاری)
- غ، ق (انفجاری)
- ف (سایشی)
- ک (انفجاری)
- گ (انفجاری)
- ل (روان)
- م (خیشومی)
- ن (خیشومی)
- و (سایشی)
- ی (روان).